# Operação Marte
A Operação Marte foi uma operação militar no contexto da Guerra da Independência de Moçambique, que consistiu num ataque à Base Provincial Gungunhana, na região do Niassa, efectuada em Abril de 1968, pela 4ª Companhia de Comandos.
Esta operação tem origem numa outra anterior, Operação Corvo III, na qual se obtiveram informações sobre a localização daquela base, e sobre uma reunião que lá iría ter lugar com chefes militares da Frelimo no Niassa. Em total secretismo, foi organizada a Operação Marte cujo objectivo era surpreender esses líderes. 
Ao todo, a força de ataque era constituída por três grupos de comandos de dezanove homens e um grupo de milícias com vinte e seis homens. Estes homens seguiram por via aérea para Nova Coimbra, chegando a 27 de Março. Partiram no dia seguinte, a pé, e chegaram no dia 1 de Abril perto da Base Provincial Gungunhana; nesse mesmo dia, partiram de Vila Cabral duas aeronaves, um DO-27 e um T-6, para bombardear a base. Após conquistarem o objectivo, e de apreenderem diverso material de guerra, os comandos regressaram à base, em 10 de Abril. Em termos de vítimas da operação, foram mortos 22 guerrilheiros; do lado português, houve uma vítima mortal: no regresso após a operação, um oficial foi vítima de uma mina.